# Fürstenstein
Fürstenstein là một đô thị ở huyện Passau bang Bayern thuộc nước Đức.